# Detlev Engel
Detlev Engel (* 16. Mai 1942 in Frankfurt am Main; † 29. November 2017) war ein deutscher Politiker (SPD) und Bürgermeister der Stadt Karben in der Wetterau von 1992 bis 2004.

## Ausbildung und Beruf
Detlev Engel war gelernter Schlosser. Ab 1958 absolvierte er eine Lehre zum Schlosser bei der Bundesbahn in Frankfurt-Nied Auf zweitem Bildungsweg bildete er sich zum Bautechniker fort.

## Politik
1966 trat er in die SPD ein.
In seiner Heimatstadt zog Detlev Engel erstmals 1970 ins Stadtparlament als jüngster Abgeordneter ein, wurde vier Jahre später zum Fraktionsvorsitzenden gewählt und blieb bis 1985 in dieser Funktion tätig. 1986 wurde er zum Ersten Stadtrat, 1992 dann zum Bürgermeister der Stadt Karben gewählt. Er bekleidete dieses Amt 12 Jahre lang. 2004 wurde Detlev Engel zum Ehrenbürgermeister ernannt.
Zusätzlich war er von 1991 bis 1993 Abgeordneter im Kreistag Wetterau.
2007 wurde er als Vorsitzender der SPD-Arbeitsgemeinschaft 60plus im Wetteraukreis gewählt und wurde stellvertretender Vorsitzender der Wetterauer Arbeiterwohlfahrt.
In der Kommunalwahl 2011 errang Detlev Engel den fünften Platz auf der Liste der SPD (Listenplatz 37).
von 2011 bis 2016 war er auch Kreisbeigeordneter in der Kreis-Regierung Wetterau.
Er war auch Geschäftsführer der SPD Wetterau und des SPD-Bezirks Hessen-Süd.

## Ehrungen
- Hessischer Verdienstorden am Bande (4. Mai 2011)[11][12]
- Willy-Brandt-Medaille (2011)[13][14]
- Detlev-Engel-Platz wurde zu ehren des ehemaligen Ehrenbürgermeisters benannt. (16.05.2022)[15][16]